# Iambe
Iambe (gr. Ἰάμβη Iámbē) – w mitologii greckiej córka Pana i Echo, Traczynka służąca u Keleosa, władcy Eleusis.
Jej nieprzyzwoite zachowanie i niewybredne żarty rozbawiły Demeter, gdy po utracie Persefony gościła u Keleosa.
Z jej imieniem może mieć związek nazwa krótkich utworów poetyckich o drwiącym i złośliwym charakterze (jamby, jambografia), pisanych przeważnie metrum jambicznym, którego twórcą był w VII wieku p.n.e. Archiloch z Paros.